# Ondřej Pavelec
Ondřej Pavelec (* 31. August 1987 in Kladno, Tschechoslowakei) ist ein ehemaliger tschechischer Eishockeytorwart. Zwischen 2007 und 2018 absolvierte er über 400 Spiele in der National Hockey League, den Großteil davon für das Franchise der Atlanta Thrashers und Winnipeg Jets. Seine letzte Spielzeit verbrachte er bei den New York Rangers. Mit der tschechischen Nationalmannschaft gewann er bei der Weltmeisterschaft 2010 die Goldmedaille.

## Karriere
Pavelec wurde in der ersten Runde an elfter Position des CHL Import Draft 2005 von den Cape Breton Screaming Eagles aus der Québec Major Junior Hockey League und während des NHL Entry Draft 2005 in der zweiten Runde als 41. Spieler insgesamt von den Atlanta Thrashers gewählt. Der Tscheche wurde in seinen beiden Jahren bei den Eagles jeweils in das QMJHL First All-Star Team berufen. Zudem gewann er die Trophée Jacques Plante als Torwart mit den wenigsten Gegentoren pro Spiel in den Jahren 2006 und 2007. Er war erst der vierte Spieler, dem dies zweimal in Folge gelang. Ebenso gewann er die Trophée Raymond Lagacé und den Coupe RDS, der an den besten defensiven Rookie und den besten Rookie des Jahres vergeben wird.
Im Sommer 2007 erhielt Pavelec einen Profivertrag bei den Atlanta Thrashers. Nachdem er zwei Spiele für das Farmteam der Thrashers aus der American Hockey League, die Chicago Wolves, absolviert hatte, wurde Pavelec aufgrund einer Verletzung von Kari Lehtonen in den NHL-Kader Atlantas beordert. Am 20. Oktober 2007 gab er sein Debüt in der National Hockey League für die Thrashers. In seiner ersten Spielzeit für Atlanta kam er auf sieben Einsätze und gewann 2008 mit den Chicago Wolves den Calder Cup. Mit den Thrashers wechselte der Tscheche 2011 nach Winnipeg, wo das Team fortan als Winnipeg Jets firmierte.
Nach insgesamt 10 Jahren im Franchise von Atlanta bzw. Winnipeg wurde sein auslaufender Vertrag nach der Saison 2016/17 nicht verlängert, sodass sich Pavelec im Juli 2017 den New York Rangers anschloss. Dort erfüllte er einen Einjahresvertrag, der jedoch im Sommer 2018 ebenfalls nicht verlängert wurde. Anschließend erhielt der Tscheche kein neues Angebot aus der NHL, sodass er seine Karriere im Alter von 31 Jahren beendete.
Bei der Junioren-Weltmeisterschaft 2005 belegte Pavelec mit der U18-Nationalmannschaft Tschechiens den vierten Platz. Zwei Jahre später, bei der U20-Weltmeisterschaft 2007 war Pavelec Stammtorhüter der tschechischen U20-Auswahl, die im Turnier den fünften Platz belegte.

## Erfolge und Auszeichnungen
| - 2006 Trophée Jacques Plante - 2006 Trophée Raymond Lagacé - 2006 Coupe RDS - 2006 QMJHL All-Rookie Team - 2006 QMJHL First All-Star Team | - 2007 Trophée Jacques Plante - 2007 QMJHL First All-Star Team - 2008 Calder-Cup-Gewinn mit den Chicago Wolves - 2008 AHL-Torwart des Monats Oktober |

### International
- 2005 Bester Torhüter der U18-Junioren-Weltmeisterschaft
- 2005 All-Star-Team der U18-Junioren-Weltmeisterschaft
- 2010 Goldmedaille bei der Weltmeisterschaft
- 2011 Bronzemedaille bei der Weltmeisterschaft

## Karrierestatistik
(Legende zur Spielerstatistik: Sp oder GP = absolvierte Spiele; T oder G = erzielte Tore; V oder A = erzielte Assists; Pkt oder Pts = erzielte Scorerpunkte; SM oder PIM = erhaltene Strafminuten; +/− = Plus/Minus-Bilanz; PP = erzielte Überzahltore; SH = erzielte Unterzahltore; GW = erzielte Siegtore; 1 Play-downs/Relegation; Kursiv: Statistik nicht vollständig)